# Arnhem
Arnhem ([ˈɑrnɛm]ⓘ) es la capital de la provincia de Güeldres, y también un municipio, que se localiza en el este de los Países Bajos. Arnhem tiene alrededor de 150 803 habitantes (2014), y en su área metropolitana (Stadsregio Arnhem-Nijmegen) residen aproximadamente 738 700. Arnhem se localiza en los bordes del río Rin y tiene importantes puentes que enlazan con el resto de los Países Bajos.

## Historia
Fue una de las capitales del Ducado de Güeldres, en 1543 pasó a formar parte de los Países Bajos de los Habsburgo y el 15 de octubre de 1585 a las Provincias Unidas de los Países Bajos.
En 1944 durante la ocupación alemana en la Segunda Guerra Mundial, la captura del puente de Arnhem sobre el Rin se convirtió en el objetivo principal de la operación Market Garden iniciada por los Aliados. Los feroces combates librados en el puente y sus alrededores dejaron destruida esa parte de la ciudad.
Hasta 2007, tuvo su sede en la ciudad el grupo multinacional químico AkzoNobel.
En 1986, la ciudad fue laureada, junto con la austriaca Klagenfurt, con el Premio de Europa, una distinción otorgada anualmente por el Consejo de Europa, desde 1955, a aquellos municipios que hayan hecho notables esfuerzos para promover el ideal de la unidad europea.

## Deportes
| Equipo         | Deporte | Competición | Estadio   | Creación |
| -------------- | ------- | ----------- | --------- | -------- |
| Vitesse Arnhem | Fútbol  | Eredivisie  | Gelredome | 1892     |

## Galería

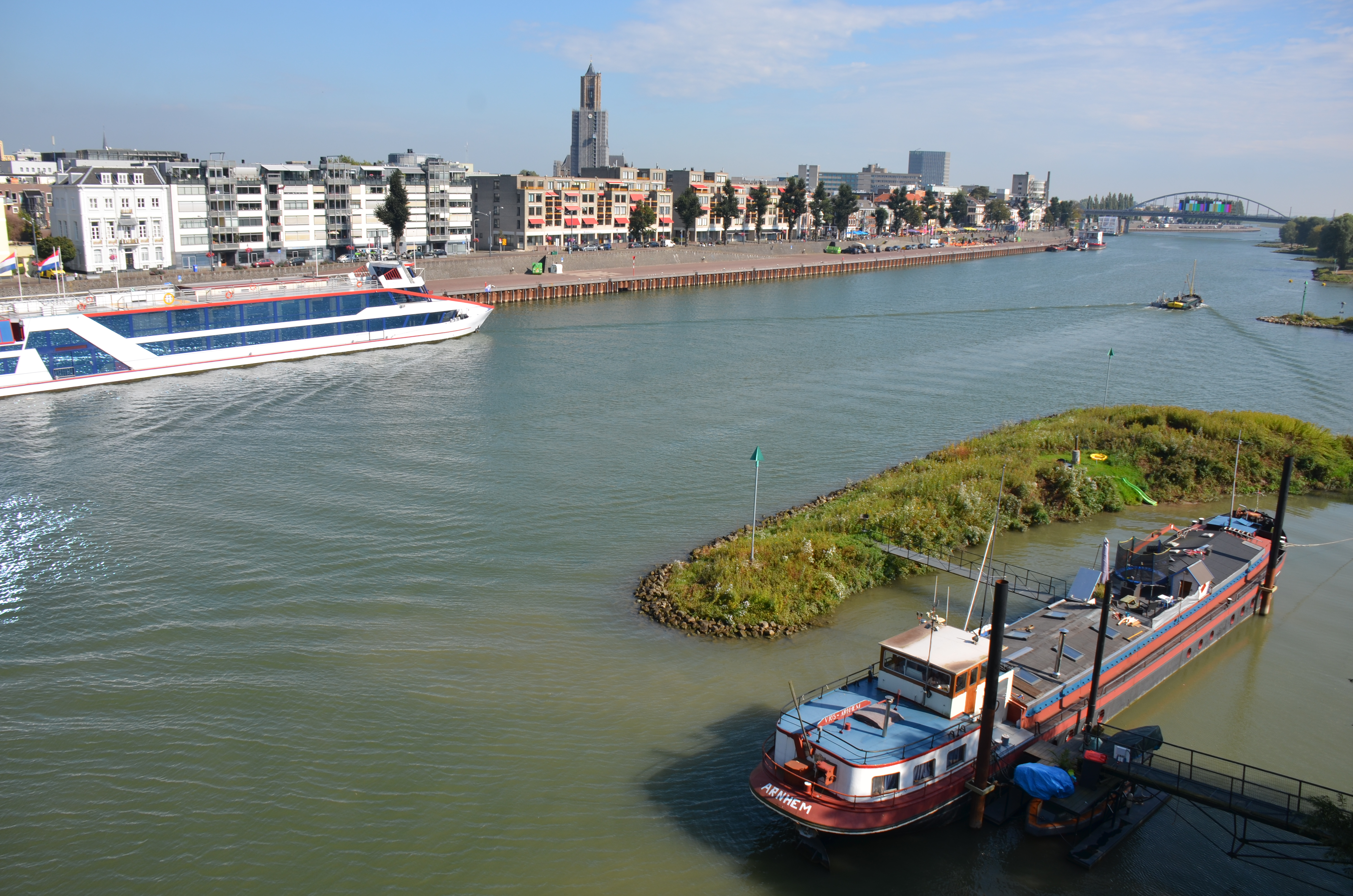
Vista de Arnhem
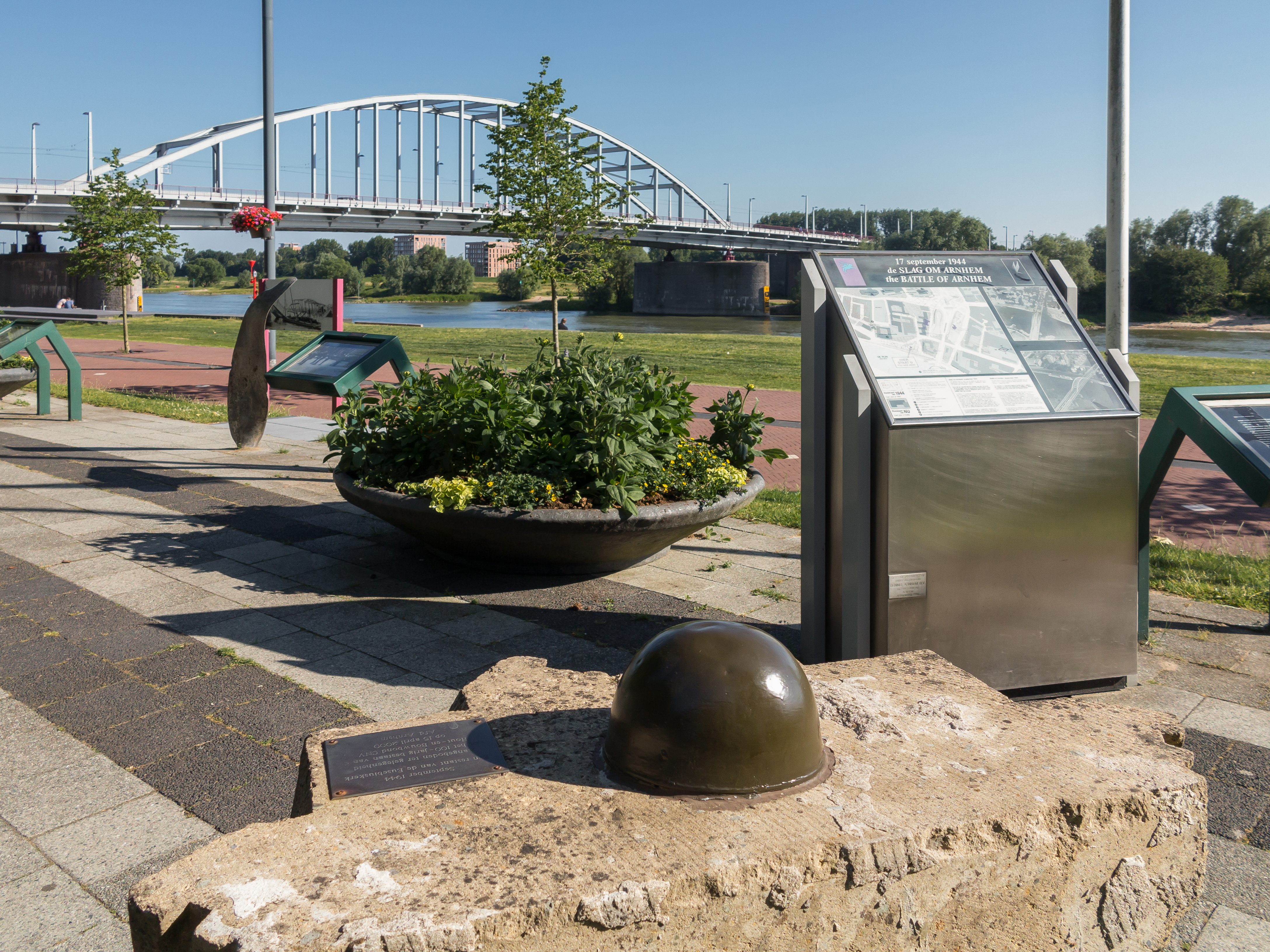
Groenewoudplantsoen y puente John Frost al fondo
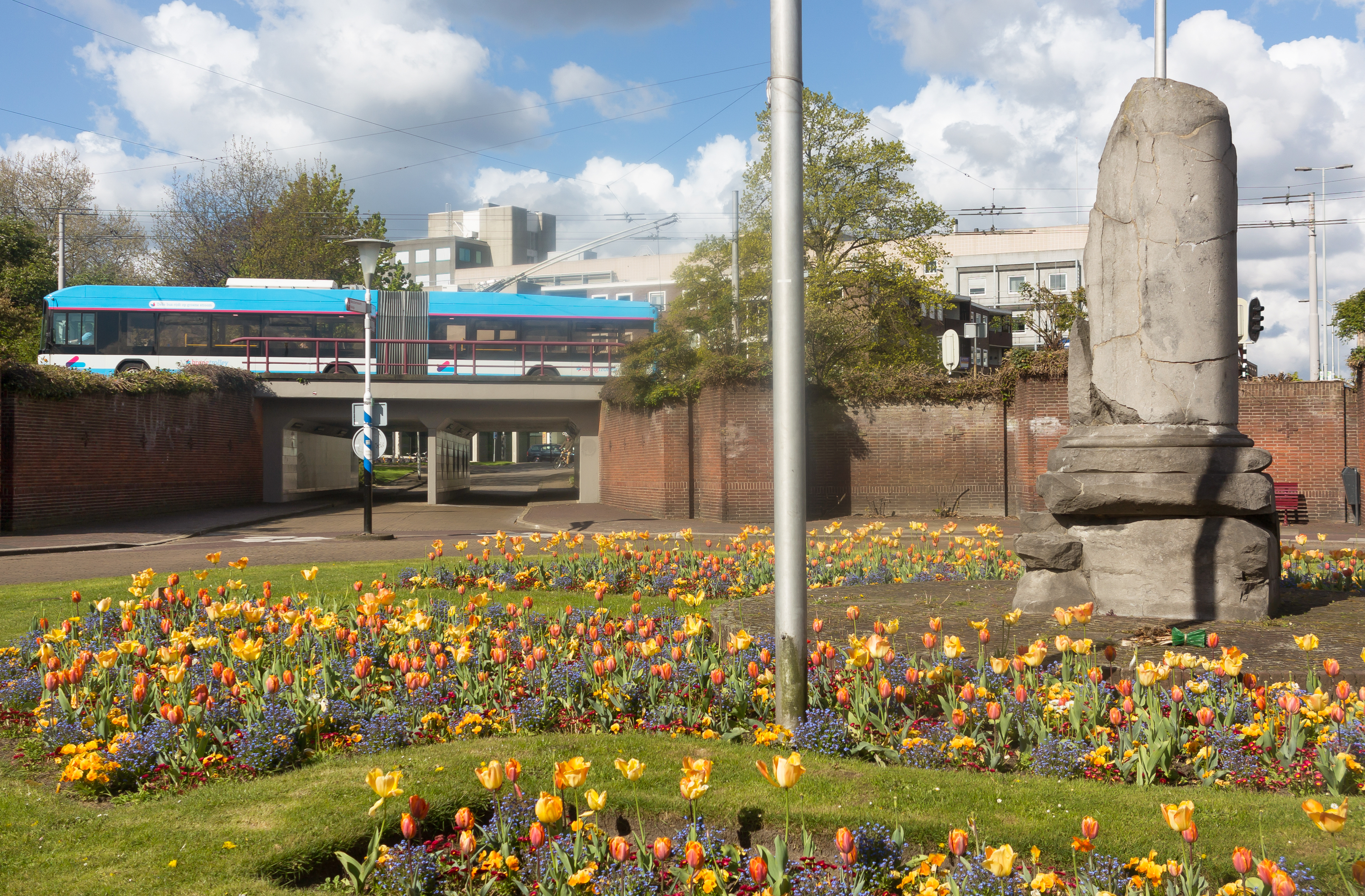
War memorial en Airborneplein
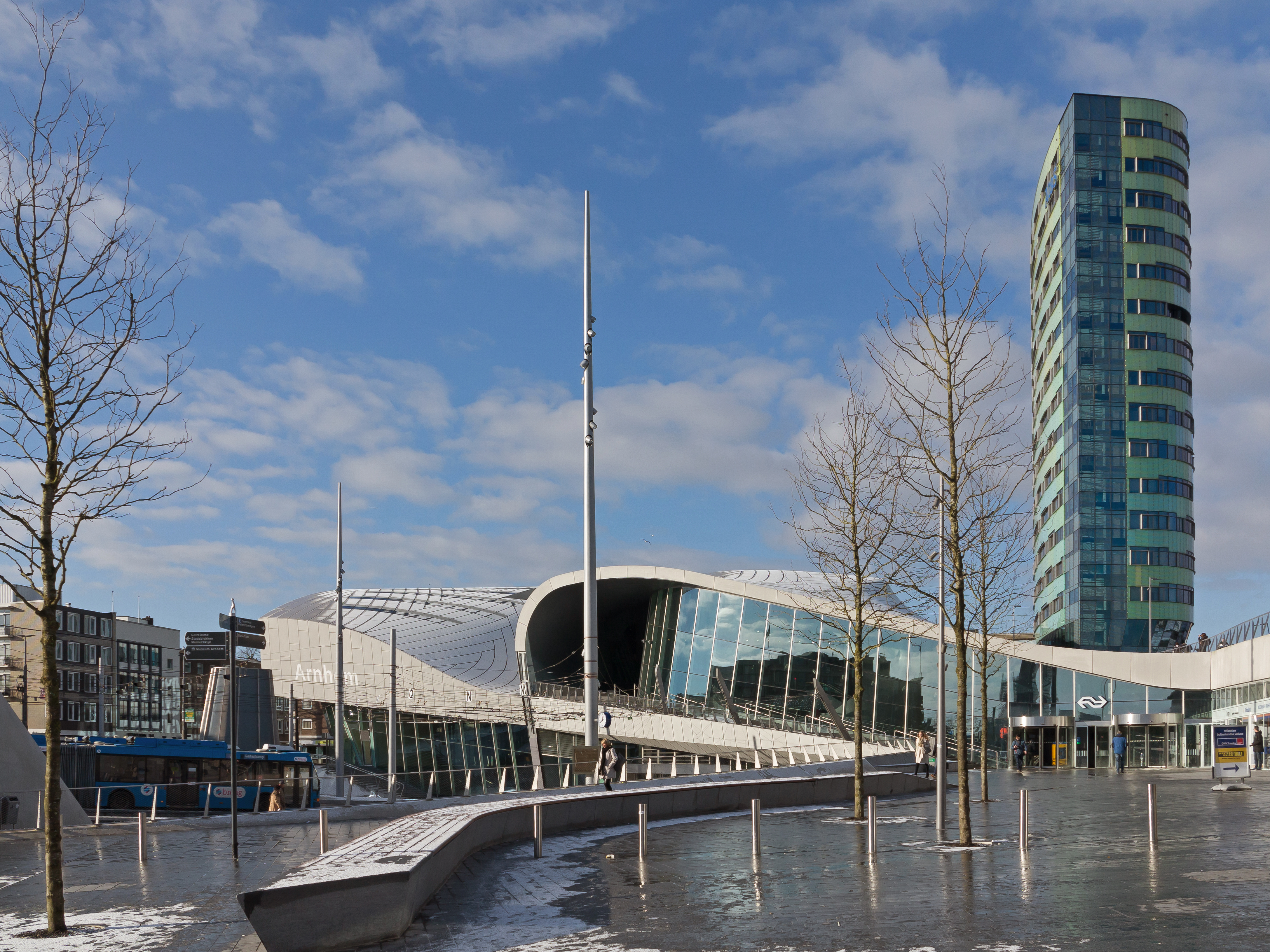
Estaciòn de ferrocarril
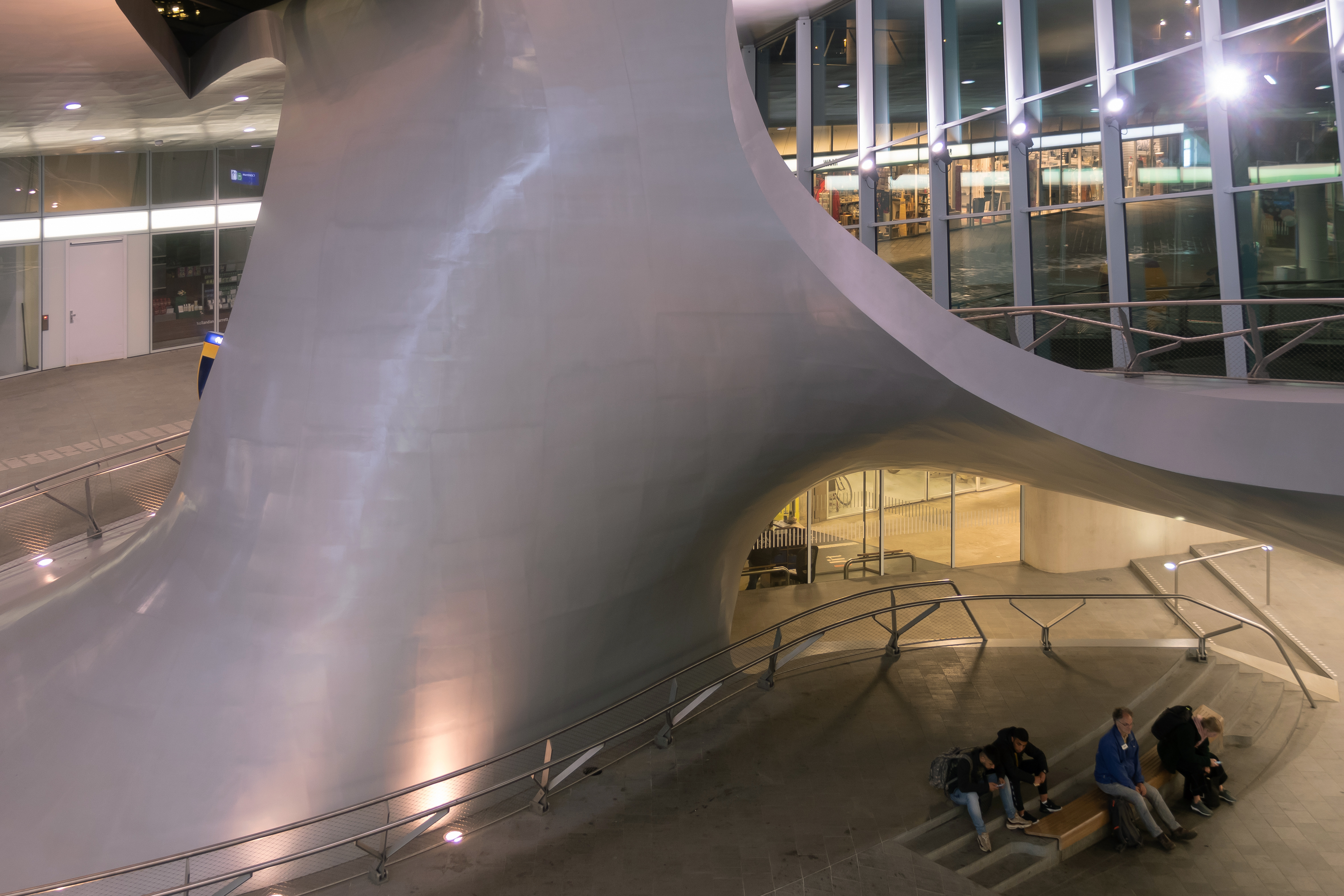
Fronttwist en el edificio de la estación
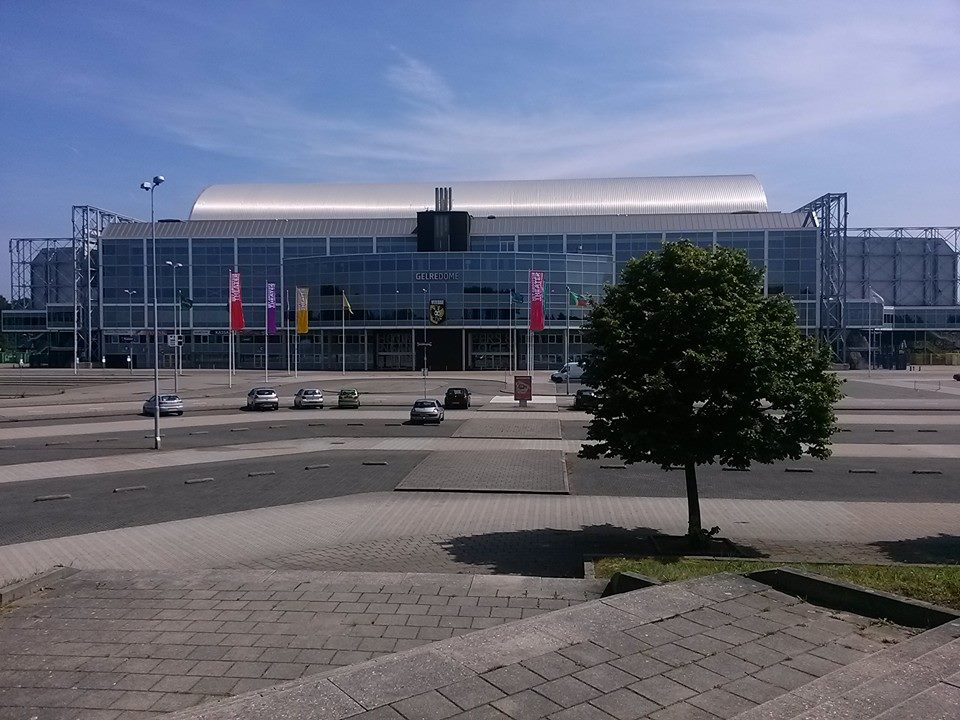
El Gelredome
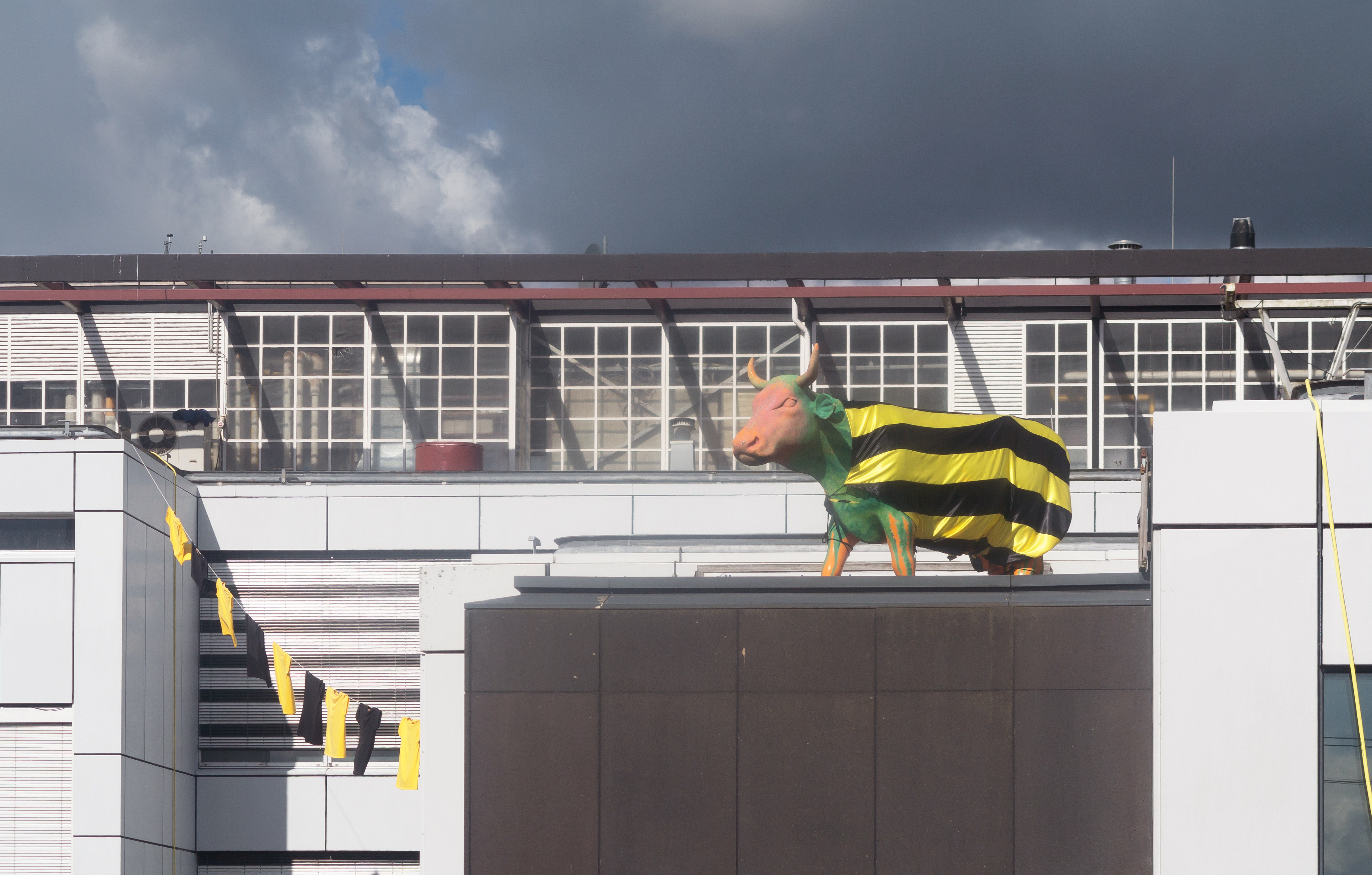
Vaca con el jersey Vitesse para la final de la copa de futbol
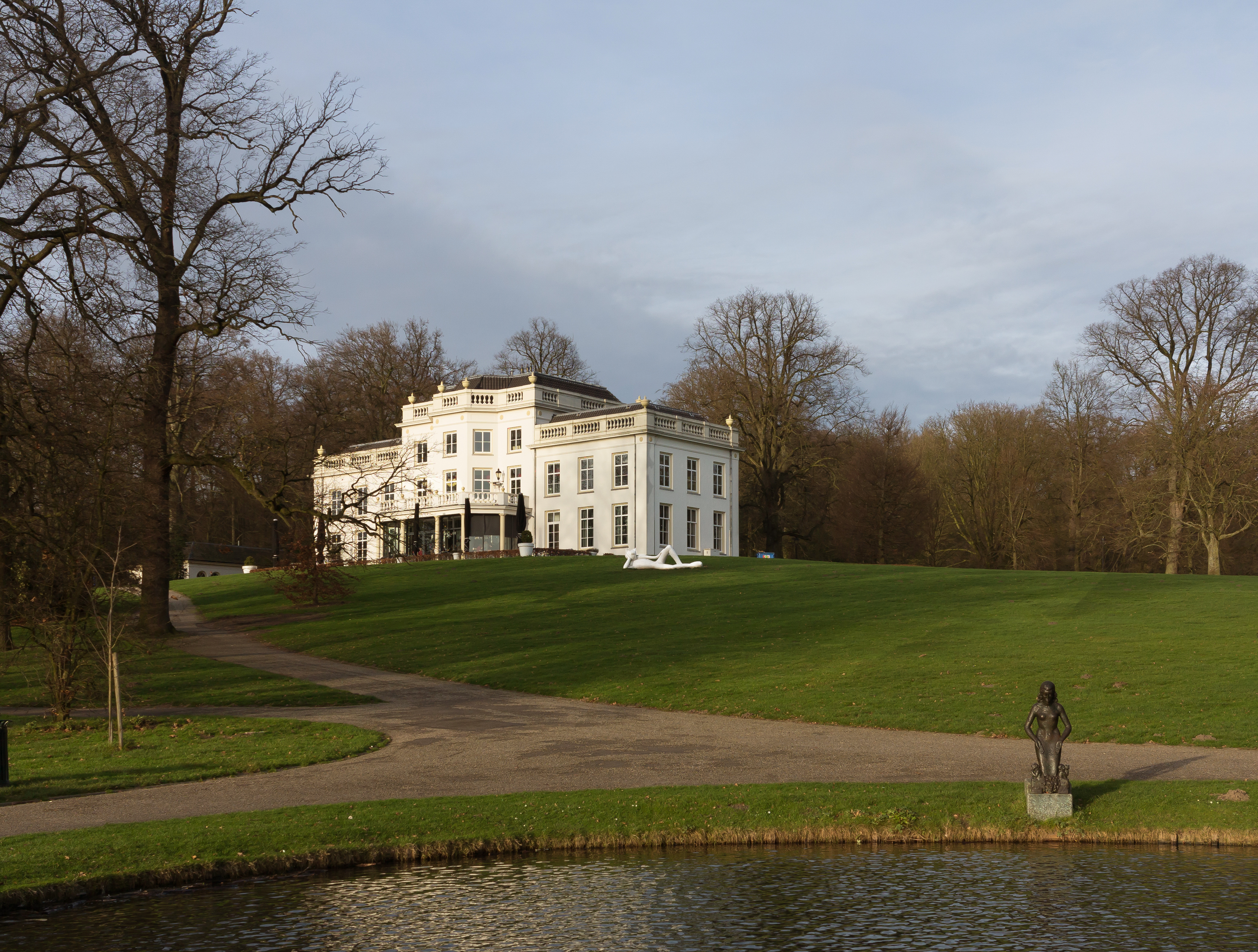
Villa (huize Sonsbeek)

## Ciudades hermanas
- Coventry
- Gera
- Distrito de Villa el Salvador, Perú[2]

## Personas destacadas
- Hendrik Antoon Lorentz
- Marion Bloem
- Esmée Denters

## Clima
| Parámetros climáticos promedio de Arnhem, Países Bajos                                    | Parámetros climáticos promedio de Arnhem, Países Bajos | Parámetros climáticos promedio de Arnhem, Países Bajos | Parámetros climáticos promedio de Arnhem, Países Bajos | Parámetros climáticos promedio de Arnhem, Países Bajos | Parámetros climáticos promedio de Arnhem, Países Bajos | Parámetros climáticos promedio de Arnhem, Países Bajos | Parámetros climáticos promedio de Arnhem, Países Bajos | Parámetros climáticos promedio de Arnhem, Países Bajos | Parámetros climáticos promedio de Arnhem, Países Bajos | Parámetros climáticos promedio de Arnhem, Países Bajos | Parámetros climáticos promedio de Arnhem, Países Bajos | Parámetros climáticos promedio de Arnhem, Países Bajos | Parámetros climáticos promedio de Arnhem, Países Bajos |
| Mes                                                                                       | Ene.                                                   | Feb.                                                   | Mar.                                                   | Abr.                                                   | May.                                                   | Jun.                                                   | Jul.                                                   | Ago.                                                   | Sep.                                                   | Oct.                                                   | Nov.                                                   | Dic.                                                   | Anual                                                  |
| ----------------------------------------------------------------------------------------- | ------------------------------------------------------ | ------------------------------------------------------ | ------------------------------------------------------ | ------------------------------------------------------ | ------------------------------------------------------ | ------------------------------------------------------ | ------------------------------------------------------ | ------------------------------------------------------ | ------------------------------------------------------ | ------------------------------------------------------ | ------------------------------------------------------ | ------------------------------------------------------ | ------------------------------------------------------ |
| Temp. máx. abs. (°C)                                                                      | 14.5                                                   | 16.8                                                   | 22.5                                                   | 27.3                                                   | 31.6                                                   | 33.9                                                   | 35.6                                                   | 37.2                                                   | 30.7                                                   | 26.4                                                   | 17.3                                                   | 15.1                                                   | 37.2                                                   |
| Temp. máx. media (°C)                                                                     | 4.6                                                    | 5.6                                                    | 9.2                                                    | 12.8                                                   | 17.7                                                   | 19.9                                                   | 22.1                                                   | 22.3                                                   | 18.5                                                   | 13.8                                                   | 8.5                                                    | 5.7                                                    | 13.4                                                   |
| Temp. mín. media (°C)                                                                     | -0.5                                                   | -0.6                                                   | 1.5                                                    | 3.0                                                    | 7.2                                                    | 9.8                                                    | 11.9                                                   | 11.7                                                   | 9.4                                                    | 6.1                                                    | 2.7                                                    | 0.8                                                    | 5.3                                                    |
| Temp. mín. abs. (°C)                                                                      | -24.2                                                  | -16.2                                                  | -17.0                                                  | -9.4                                                   | -2.4                                                   | -0.4                                                   | 2.0                                                    | 2.4                                                    | -0.9                                                   | -5.1                                                   | -9.1                                                   | -17.3                                                  | -24.2                                                  |
| Precipitación total (mm)                                                                  | 83                                                     | 53                                                     | 77                                                     | 50                                                     | 63                                                     | 76                                                     | 72                                                     | 62                                                     | 76                                                     | 76                                                     | 85                                                     | 92                                                     | 865                                                    |
| Fuente: knmi.nl (Klimaatatlas van Nederland, normaalperiode 1971–2000, ISBN 90389 1191 2) |                                                        |                                                        |                                                        |                                                        |                                                        |                                                        |                                                        |                                                        |                                                        |                                                        |                                                        |                                                        |                                                        |